# Texadina
Texadina là một chi ốc nước ngọt rất nhỏ, động vật thân mềm chân bụng trong họ Hydrobiidae.

## Các loài
Các loài trong chi Texadina gồm có:
- Texadina barretti (Morrison, 1965)[2]
- Texadina sphinctostoma (Abbott & Ladd, 1951)[3]